# البشارات ببعثة الرسول محمد
البشارات ببعثة الرسول محمد يعتقد المسلمون أن أنبياء ورسل الإسلام بشروا ببعثة الرسول محمد، وأخبروا أقوامهم عنه، وأن نصوص بشاراتهم موجودة في كتب التوراة والإنجيل. وبحسب ما رواه المؤرخون المسلمون، فقد كان لهذه البشارات دورا رئيسا في اعتناق أهل المدينة المنورة للإسلام.

## البشارات في الإسلام
جاء في القرآن الكريم في سورة الشعراء ﴿أَوَلَمْ يَكُنْ لَهُمْ آيَةً أَنْ يَعْلَمَهُ عُلَمَاءُ بَنِي إِسْرَائِيلَ ۝١٩٧﴾ [الشعراء:197]، وفي سورة الصافات ﴿بَلْ جَاءَ بِالْحَقِّ وَصَدَّقَ الْمُرْسَلِينَ ۝٣٧﴾ [الصافات:37]، والرسول محمد أرسله الله رحمة للعالمين، وهو خاتم النبيين.  ورسول الله إلى الناس جميعا. قال الله: {{قرآن|الأعراف|157-158}، وأن المسيح عيسى بن مريم بشر برسول يأتي من بعده اسمه أحمد: ﴿وَإِذْ قَالَ عِيسَى ابْنُ مَرْيَمَ يَا بَنِي إِسْرَائِيلَ إِنِّي رَسُولُ اللَّهِ إِلَيْكُمْ مُصَدِّقًا لِمَا بَيْنَ يَدَيَّ مِنَ التَّوْرَاةِ وَمُبَشِّرًا بِرَسُولٍ يَأْتِي مِنْ بَعْدِي اسْمُهُ أَحْمَدُ فَلَمَّا جَاءَهُمْ بِالْبَيِّنَاتِ قَالُوا هَذَا سِحْرٌ مُبِينٌ ۝٦﴾ [الصف:6]. وفي سورة الفتح، وتحديدًا في الآية 29، نقرأ قول الله: ﴿مُحَمَّدٌ رَسُولُ اللَّهِ وَالَّذِينَ مَعَهُ أَشِدَّاءُ عَلَى الْكُفَّارِ رُحَمَاءُ بَيْنَهُمْ تَرَاهُمْ رُكَّعًا سُجَّدًا يَبْتَغُونَ فَضْلًا مِنَ اللَّهِ وَرِضْوَانًا سِيمَاهُمْ فِي وُجُوهِهِمْ مِنْ أَثَرِ السُّجُودِ ذَلِكَ مَثَلُهُمْ فِي التَّوْرَاةِ وَمَثَلُهُمْ فِي الْإِنْجِيلِ كَزَرْعٍ أَخْرَجَ شَطْأَهُ فَآزَرَهُ فَاسْتَغْلَظَ فَاسْتَوَى عَلَى سُوقِهِ يُعْجِبُ الزُّرَّاعَ لِيَغِيظَ بِهِمُ الْكُفَّارَ وَعَدَ اللَّهُ الَّذِينَ آمَنُوا وَعَمِلُوا الصَّالِحَاتِ مِنْهُمْ مَغْفِرَةً وَأَجْرًا عَظِيمًا ۝٢٩﴾ [الفتح:29]
ومنذ زمن النبي محمد؛ آمن أناس من اليهود والنصارى بالرسول محمد، وتحدثوا عن البشارات ببعثته في الكتب السابقة، فقد روى البخاري في صحيحه: «حَدَّثَنَا عَبْدُ اللَّهِ، حَدَّثَنَا عَبْدُ الْعَزِيزِ بْنُ أَبِي سَلَمَةَ، عَنْ هِلاَلِ بْنِ أَبِي هِلاَلٍ، عَنْ عَطَاءِ بْنِ يَسَارٍ، عَنْ عَبْدِ اللَّهِ بْنِ عَمْرِو بْنِ الْعَاصِ ـ رضى الله عنهما ـ أَنَّ هَذِهِ، الآيَةَ الَّتِي فِي الْقُرْآنِ {يَا أَيُّهَا النَّبِيُّ إِنَّا أَرْسَلْنَاكَ شَاهِدًا وَمُبَشِّرًا وَنَذِيرًا} قَالَ فِي التَّوْرَاةِ يَا أَيُّهَا النَّبِيُّ إِنَّا أَرْسَلْنَاكَ شَاهِدًا وَمُبَشِّرًا وَحِرْزًا لِلأُمِّيِّينَ، أَنْتَ عَبْدِي وَرَسُولِي سَمَّيْتُكَ الْمُتَوَكِّلَ لَيْسَ بِفَظٍّ وَلاَ غَلِيظٍ وَلاَ سَخَّابٍ بِالأَسْوَاقِ وَلاَ يَدْفَعُ السَّيِّئَةَ بِالسَّيِّئَةِ وَلَكِنْ يَعْفُو وَيَصْفَحُ وَلَنْ يَقْبِضَهُ اللَّهُ حَتَّى يُقِيمَ بِهِ الْمِلَّةَ الْعَوْجَاءَ بِأَنْ يَقُولُوا لاَ إِلَهَ إِلاَّ اللَّهُ فَيَفْتَحَ بِهَا أَعْيُنًا عُمْيًا وَآذَانًا صُمًّا وَقُلُوبًا غُلْفًا.»
كما روي عن الصحابي عبد الله بن سلام: «أَنَّهُ كَانَ يَقُولُ :" إِنَّا لَنَجِدُ صِفَةَ رَسُولِ اللَّهِ صَلَّى اللَّهُ عَلَيْهِ وَسَلَّمَ : إِنَّا أَرْسَلْنَاكَ شَاهِدًا وَمُبَشِّرًا وَنَذِيرًا، وَحِرْزًا، لِلْأُمِّيِّينَ، أَنْتَ عَبْدِي وَرَسُولِي، سَمَّيْتُهُ الْمُتَوَكِّلَ، لَيْسَ بِفَظٍّ، وَلَا غَلِيظٍ، وَلَا صَخَّابٍ بِالْأَسْوَاقِ، وَلَا يَجْزِي بِالسَّيِّئَةِ مِثْلَهَا، وَلَكِنْ يَعْفُو وَيَتَجَاوَزُ، وَلَنْ أَقْبِضَهُ حَتَّى يُقِيمَ الْمِلَّةَ الْمُتَعَوِّجَةَ بِأَنْ يَشْهَدَ أَنْ لَا إِلَهَ إِلَّا اللَّهُ، نَفْتَحُ بِهِ أَعْيُنًا عُمْيًا وَآذَانًا صُمًا، وَقُلُوبًا غُلْفًا "، قَالَ عَطَاءُ بْنُ يَسَارٍ : وَأَخْبَرَنِي أَبُو وَاقِدٍ اللَّيْثِيُّ : أَنَّهُ سَمِعَ كَعْبًا يَقُولُ مِثْلَ مَا قَالَ ابْنُ سَلَامٍ»

## بشارات التناخ

### التكوين 10:49
تنسب هذه البشارة لنبي الإسلام يعقوب (إسرائيل) الذي جمع أبناؤه الأسباط الإثني عشر قبيل وفاته وراح يوصيهم ويخبرهم بما هو كائن، فأخبرهم أن النبوة والحكمة لن يزولا عن اليهود حتى يأتي «شيلوه» الذي متى جاء وجب على اليهود وغيرهم أمام الله أن يطيعوه. اختلف المفسرون حول معنى كلمة «شيلوه» إلا أن الرأي الراجح عند غالبية المسلمين ومنهم ديفيد بنجامين هو أنها تحريف لكلمة «شيلواه» والتي تعني بالعبرية «رسول الله»، فتتفق بذلك هذه البشارة مع ما ورد في الآية 81 من سورة آل عمران.

### التكوين 15:22
تشير هذه البشارة بوضوح إلى أن الذبيح كان هو «الابن الوحيد» لنبي الإسلام إبراهيم. وبحسب سفر التكوين، فإن إسماعيل كان هو الابن الوحيد لإبراهيم قبل أن يولد إسحاق ب 14 سنة.

### التثنية 18:18
تنسب هذه البشارة لنبي الإسلام محمد بن عبد الله، وبحسب نص البشارة، فقد بشر موسى بنبي مثله يخرج من بين إخوة بني إسرائيل، وبأن كلام الله سيوضع في فم النبي فلا يتكلم إلا بما يأمره الله به. أخبرهم النبي موسى أن هذا النبي سيتكلم كلام الله باسم الله، وحث قومه وأوصاهم بأن يستمعوا إليه.
وردت إشارات في القرآن الكريم لهذه البشارة، إذ يرى بعض الباحثين أن الآية 10 من سورة الأحقاف هي إشارة إليها. كما يرى آخرون منهم فتح الله جولن أن الآية 15 من سورة المزمل هي أيضاً إشارة إلى هذه البشارة.

### التثنية 33:2
تشير هذه البشارة إلى أن الله أتى من جبل سيناء، وأشرق من جبل سعير، وشع نوره من جبل فاران. وقد فسرها المسلمون بأنها إشارة إلى أنبياء الإسلام الثلاثة موسى وعيسى ومحمد وإلى ما أوتي هؤلاء من التوراة والإنجيل والقرآن.

### الزبور 45
الزبور 45 هي نبوءة وأنشودة حمد «للمسيح الملك» أشار إليها عدد من الباحثين المسلمين مثل رحمة الله الهندي على أنها من البشارات عن الرسول محمد وقد ذكرت أسباب عديدة لذلك منها أن النبوءة تتحدث عن رسول يحارب بالسيف لينشر العدل، وبأنه الأكثر جمالاً بين الرجال، وبأن الملوك سترسل له بالهدايا، وبأنه سيتزوج من نساء الملوك وقد تحقق ذلك بزواجه من عائشة وحفصة وصفية، كما تختم الأنشودة بالإشارة إلى أن اسمه «مستحق للحمد».

### الزبور 110
رأى بعض الكتاب في المزامير 110 إشارة إلى النبي محمد.

### الزبور 149
تتحدث هذه البشارة عن الرسول المنتظر الذي سيؤسس مملكة الله في الأرض وعن أتباعه الذين معه الذين هم أشداء على الكفار رحماء بينهم.

### نشيد الإنشاد 5: 16
يرى البعض أنها إشارة صريحة لاسم النبي محمد، عدد 16 : «فتى كالأرز. حلقه حلاوة محمد يم (وكلّه مشتهيات). هذا حبييبي، وهذا خليلي، يا بنات أورشليم».الاسم العلم محمد يم مكتوب بالخط الغليظ. «محمّد يم» هو اسم علم وقع تحريفه أثناء الترجمة من اللغة العبرية إلى بقية اللغات إلى عبارة «كلّه مشتهيات». للتذكير: الاسم العلم لا يمكن ترجمته، بل يبقى على حاله أثناء الترجمة والنقل من لغة إلى أخرى. ومن المعلوم أنّ أسماء الأعلام لا تُتَرجم. تنطق باللغة العبرية : «هيككو مامتكيم في خولو محمّد يم زهدودي فاي زاراي بنوت ياروشلام». ترجمتها: «فتى كالأرز. حلقه حلاوة محمد يم (وكلّه مشتهيات). هذا حبييبي، وهذا خليلي، يا بنات أورشليم». يتمّ إضافة «إيم» في نهاية الكلمة في اللغة العبرية للتعبير عن احترام الشخص الذي نتحدث عنه.

### أشعياء 13:21
وهذه النبوءة تتحدث عن الهجرة النبوية المجيدة وعن معركة بدر الكبرى التي تلت الهجرة الشريفة بسنة واحدة مماثلة لسنة الأجير.

### أشعياء 28
وصهيون هي إشارة إلى «القدس الجديدة» والموعودة عوضاً عن «القدس القديمة»، و«القدس الجديدة» هي مكة المكرمة في الإسلام كما ذكر ابن القيم الجوزية في كتابه هداية الحيارى. وأما حجر الزاوية الثمين فهو نفسه «الحجر الذي رفضه البناؤون» وهو الرسول محمد. ويرى البعض أن الحجر الأسود الذي هو حجر الزاوية في الكعبة الشريفة والحجر الوحيد الذي أتى من السماء يرمز للرسول محمد ومكانته في بيت الله المقدس.

### أشعياء 42
تتحدث هذه البشارة عن «عبد الله المختار» الذي سيجعله الله «نوراً للأمم».. والذي سيتحلى بأكرم الأخلاق، فلن يرفع صوته في الأسواق، ولن يكون فظاً غليظ القلب، وسوف لن يستسلم أو يتراجع حتى يجلب شريعة العدل للعالم. وفي هذه البشارة إشارات أخرى واضحة إلى الرسول محمد، فهي تشير إلى «جبل سلع» في المدينة المنورة، كما تشير إلى قيدار بن إسماعيل وأبنائه والقرى التي يسكنوها، وتشير أيضاً إلى أنشودة حمد جديدة فسرت على إنها إشارة للآذان، وإلى التبشير بالإسلام وارتفاع الآذان في الجزر «وهي إندونيسيا وماليزيا». كما تشير البشارة كذلك إلى الفتوحات الإسلامية إذ تذكر أنه

### أشعياء 40
وهي إحدى البشارات عن الرسول محمد.

### أشعياء 54
«العاقر التي لم تلد» تشير إلى مكة المكرمة، لأنه لم يبعث فيها نبي بعد إسماعيل بعكس مدينة القدس. و«المرأة المهجورة» هي هاجر وأبناؤها هم العرب، و«المرأة المتزوجة» هي سارة وأبناؤها هم اليهود.

### أشعياء 60
تتحدث هذه البشارة عن حج للأمم من كل أصقاع الأرض واجتماع إلى «أرض مقدسة أشرق عليها النور»، أرضاً كانت مهجورة ومتروكة ولا أحد يسافر عبر أراضيها، وأن من هؤلاء الحجيج من سيأتي إليها طائراً كالسحاب والحمام، وأن غنم قيدار «ابن إسماعيل» ستجتمع إليها، وأكباش نبايوت «ابن إسماعيل» ستقدم كذبائح مقبولة لله. تحاكي هذه الصورة الواردة في البشارة صورة «الحج في الإسلام»، وترمز الأرض المهجورة إلى أرض الحجاز. ويعتبر ذكر أضاحي «أبناء إسماعيل» دون ذكر أي أحد سواهم إشارة أخرى إلى صحراء الحجاز.

### دانيال 7
يرى دانيال في هذه الرؤيا وحوشاً أربعة تخرج متتابعة من البحر المتوسط. أسد مجنح ثم دب في فمه ثلاثة أضلاع ثم فهد ذو أربعة رؤوس وأربعة أجنحة.. ثم وحش رابع هائل ومرعب لم يحدد له اسماً، ويفسر المَلَاك لدانيال أن هذه الوحوش الأربعة هي أربع ممالك (إمبراطوريات) ستقوم متتابعة على الأرض بدءاً من زمانه أثناء عصر مملكة البابليين (فهي المملكة الأولى)، والتي تلتها تاريخياً هي مملكة فارس وميديا (المملكة الثانية) وتبين «دانيال 8» أنها هذه المملكة الثانية مملكة ذات قرنين قرن يرمز لفارس وقرن يرمز لميديا، وأما الأضلاع الثلاثة فهي ثلاث فتوحات كبيرة قام بها كورش الكبير والمعروف في القرآن الكريم باسم «ذو القرنين»، واحدة باتجاه مملكة بابل، واحدة باتجاه مملكة ليديا، وواحدة باتجاه «بين السدين».. ويتضح من تمثيل الثالثة بفهد ذو أربعة رؤوس وأربعة أجنحة أنها مملكة الإغريق فهي التي قضت على المملكة الفارسية، وقد صرح سفر دانيال نفسه باسمها عندما مثلت في الإصحاح الثامن بعنزة ذات قرن كبير بارز من بين عينيها، ينكسر ويقوم مكانه أربعة قرون أخرى تمثل الأجزاء الأربعة التي انقسمت إليها مملكة الإغريق من بعد وفاة الإسكندر المقدوني.. وقد مثلت هذه الأجزاء الأربعة في هذه الرؤيا «دانيال 7» بأربعة رؤوس وأربعة أجنحة.. والأجنحة ترمز إلى سرعة تمددها.
ثم تلي مملكة الإغريق مملكة رابعة هي الإمبراطورية الرومانية التي انتزعت الأرض من بعد الإغريق، وحكمت «الأرض المقدسة (القدس وما حولها)» من 63 ق.م وحتى 638 م، وتشترك مع مملكة بابل في أنهما اللتين قامتا بتدمير وحرق مدينة القدس والهيكلين الأول ثم الثاني، ولهذا يشار إلى مدينة روما في سفر الرؤيا كما لو أنها بابل الثانية «العظيمة»:
ووصف دانيال هذا الوحش الرابع بأنه وحش مرعب وهائل وخطير، له أسنان ضخمة من حديد، يبطش ويفترس ويدوس برجليه، وله عشرة قرون، وقد فسر الملَاك هذه القرون العشرة بأنها ترمز لعشرة ملوك «أباطرة» هم من بين ملوك هذه المملكة الرابعة.. وهؤلاء هم الأباطرة الرومان العشرة الذين أداروا ما عرف في التاريخ باسم «الاضطهادات العشرة»:
| نيرون | دوميتيان | تراجان | أوريليوس | سيفيروس | ماكسيمينوس | ديكيوس | فاليريان | أوريليان | ديوكلتيانوس |

ويرى دانيال في الرؤيا قرناً آخر هو «القرن الحادي عشر» قد اقتلع ثلاثة قرون من أمامه، وكان في هذا القرن عيون كعيون الإنسان، وفم يتكلم بعظائم.
وهذا القرن الحادي عشر هو قسطنطين الأول الإمبراطور الروماني الذي أتى بعد «الأباطرة العشرة»، وغلب على ثلاثة أباطرة هم «مكسينتيوس» و«ليسينيوس» و«مكسيميان»، ودام حكمه 34 سنة قمرية (ثلاث أوقات ونصف الوقت)، وهو الذي حاول تغيير التقويم والشرائع فأنتج «قانون الإيمان المسيحي» واستبدل يوم الأحد «يوم عبادة إله الشمس Sunday» بيوم السبت، وتكلم ضد الله العلي وظلم قديسي الله الذين رفضوا أفعاله وفي مقدمتهم آريوس ومن معه.

### دانيال 2
يروي سفر دانيال في هذا الإصحاح قصة ملك بابل نبوخذنصر حين رأى في المنام رؤيا عجز الجميع عن تفسيرها إلا النبي دانيال الذي فسرها بوحي من الله. تتلخص الرؤيا في أن الملك رأى في منامه تمثالاً كبيراً، صنع رأسه من ذهب، وصدره وذراعاه من فضة، وبطنه وفخذاه من نحاس، وساقاه من حديد.. واختلط الحديد بالخزف في قدميه.. ثم رأى حجراً قطع بغير يدين فضرب به التمثال على طبقة قدميه، فسحقها واستحال التمثال كله هباء تذروه الرياح.. واستقر الحجر مكانه فنما حتى صار جبلاً كبيراً، وملأ الأرض كلها.
وفسر دانيال الرؤيا بأن التمثال يرمز لأربعة ممالك تقوم في الأرض أولها مملكة نبوخذنصر التي هي مملكة بابل وتمثل الرأس الذهبي في التمثال، تليها مملكة أخرى تمثل الصدر الفضي، تليها مملكة ثالثة تمثل البطن النحاسي، تليها مملكة رابعة تمثل الساقان الحديديتان، والتي سوف تضعف في آخر عصرها ويختلط فيها الحديد بالخزف. عندها يقذف الله حجره على هذا التمثال فيجعله هباء، ويأخذ الحجر بالنمو والكبر حتى يملأ الأرض فهذه هي مملكة الله التي لن تزول.
فسرت هذه الرؤيا على أن المملكة الأولى هي مملكة بابل، والمملكة الثانية هي مملكة الفرس، والمملكة الثالثة هي مملكة الإغريق.. أما المملكة الرابعة (الحديدية) فهي الإمبراطورية الرومانية التي اشتهرت بالبطش، إلا إنها ضعفت في آخر عصرها وانشطرت إلى نصفين «شرقي وغربي» فاختلط الحديد بالخزف.. عندها قذف الله حجره «وهو نفسه حجر الزاوية الذي رفضه البناؤون» على هذه المملكة الحديدية فتحطم تمثال هذه الممالك الأربعة، وأخذ الحجر بالنمو والكبر حتى ملأ الأرض كلها فهذه هي مملكة الله التي أسسها الرسول محمد.
| قسم      | تحليل الترابط بين رؤيا "دانيال 7" ورؤيا "دانيال 2" | تحليل الترابط بين رؤيا "دانيال 7" ورؤيا "دانيال 2" | تحليل الترابط بين رؤيا "دانيال 7" ورؤيا "دانيال 2" | تحليل الترابط بين رؤيا "دانيال 7" ورؤيا "دانيال 2" | تحليل الترابط بين رؤيا "دانيال 7" ورؤيا "دانيال 2"                                     | تحليل الترابط بين رؤيا "دانيال 7" ورؤيا "دانيال 2"       |
|          | الوحوش الأربعة                                     | الوحوش الأربعة                                     | الوحوش الأربعة                                     | الوحوش الأربعة                                     | بعثة الرسول محمد                                                                       | الأرض يرثها الصالحون                                     |
| -------- | -------------------------------------------------- | -------------------------------------------------- | -------------------------------------------------- | -------------------------------------------------- | -------------------------------------------------------------------------------------- | -------------------------------------------------------- |
| دانيال 2 | رأس ذهبي (مملكة بابل)                              | صدر وذراعين من فضة (مملكة فارس وميديا)             | بطن وفخذان من برونز (مملكة الإغريق)                | قدمان من حديد (الإمبراطورية الرومانية)             | ضرب حجر الزاوية المقدس لطبقة قدمي التمثال/ حيث اختلط الحديد بالخزف، فينهار التمثال كله | قيام مملكة الله: الحجر ينمو ويكبر، فيصبح جبلاً يملأ الأرض |
| دانيال 7 | أسد مجنح                                           | دب في فمه ثلاثة أضلاع                              | فهد ذو أربعة رؤوس وأربعة أجنحة                     | وحش مروع ذو أسنان حديدية                           | قدوم "شبيه الإنسان" الذي سيعرج به إلى عرش الله، فيعطى ملكاً ومجداً لن ينقطع              | قيام مملكة الله: يرثها عباد الله الصالحين                |

### حبقوق 3:3
تذكر هذه البشارة بكل وضوح أن القديس «أي المسيح الأعظم» سيأتي من جبل باران وهو الجبل الذي استوطنته ذرية إسماعيل بحسب سفر التكوين. يرى المسلمون أن البشارة هي عن الرسول محمد الذي أتى من أبناء إسماعيل في حين لم تكن لنبي الإسلام عيسى أية صلة بهذا الجبل. يضاف إلى ذلك إشارة البشارة إلى قدوم مملكة الله من جنوب الأرض المقدسة وهو ما تحقق فقط بقدوم الرسول محمد.

### حجاي 7:2
هذه البشارة تتحدّث بالأساس عن ظهور نبي إسمه «أحمد» وقع تحريفه أثناء الترجمة من اللغة العبرية إلى بقية اللغات إلى عبارة «كنوز». وكما هو معلوم فإنّ أسماء الأعلام لا تُتَرجم. أصل الجملة المكتوبة باللغة العبرية مع إبراز كلمة «أحمد» بالخط الغليظ: והרעשתי את-כל-הגוים ובאו אחמד כל-הגוים ומלאתי את-הבית הזה כבוד אמר יהוה צבאות. وإسم «أحمد» هو اسم علم لسيدنا محمد قاموا بترجمته من التوراة والإنجيل باللغة العبرية الأصلية إلى ('كنوز) عن قصد وذلك لتغيير المعنى وتغيير الشخص المقصود في هذا المقطع عند النقل إلى لغة أخرى، وهذا يعتبر تحريفا لأنّه من المعلوم أنّ أسماء الأعلام لا تُتَرجم. إنّ هذه الكلمة باللغة العبرية חמדת تعني باللغة العربية «أحمد»، وباستخدام محركات الترجمة على الأنترنت المتعارف عليها (من اللغة العبرية إلى جميع اللغات) نحصل دائما على الاسم العلم «حمدة» والتي تعني «أحمد». كما تتحدث هذه البشارة عن بيت ثان لله سيكون مجده أعظم من مجد البيت الأول، وأن جميع الأمم ستأتي إلى بيته الثاني هذا الذي سيمنح الله فيه السلام. وقد تحققت هذه البشارة إثر تحول القبلة من المسجد الأقصى «القبلة الأولى» إلى المسجد الحرام «القبلة الثانية» في عهد الرسول محمد. وقد أشار القرآن الكريم إلى أن تحول القبلة هذا حق يعلمه أهل الكتاب فقد ورد في سورة البقرة ﴿قَدْ نَرَى تَقَلُّبَ وَجْهِكَ فِي السَّمَاءِ فَلَنُوَلِّيَنَّكَ قِبْلَةً تَرْضَاهَا فَوَلِّ وَجْهَكَ شَطْرَ الْمَسْجِدِ الْحَرَامِ وَحَيْثُ مَا كُنْتُمْ فَوَلُّوا وُجُوهَكُمْ شَطْرَهُ وَإِنَّ الَّذِينَ أُوتُوا الْكِتَابَ لَيَعْلَمُونَ أَنَّهُ الْحَقُّ مِنْ رَبِّهِمْ وَمَا اللَّهُ بِغَافِلٍ عَمَّا يَعْمَلُونَ ۝١٤٤﴾ [البقرة:144] وقد منح الله السلام والأمان في القرآن الكريم لكل من دخل حرمه إذ قال تعالى في سورة آل عمران: ﴿فِيهِ آيَاتٌ بَيِّنَاتٌ مَقَامُ إِبْرَاهِيمَ وَمَنْ دَخَلَهُ كَانَ آمِنًا وَلِلَّهِ عَلَى النَّاسِ حِجُّ الْبَيْتِ مَنِ اسْتَطَاعَ إِلَيْهِ سَبِيلًا وَمَنْ كَفَرَ فَإِنَّ اللَّهَ غَنِيٌّ عَنِ الْعَالَمِينَ ۝٩٧﴾

### زكريا 4
تشير هذه البشارة إلى مسيحين اثنين «غصني زيتون»، قد ورد ذكرهما بالتفصيل في مخطوطات البحر الميت أحدهما واعظ والثاني ومحارب، فأما المسيح الواعظ فهو عيسى بن مريم، وأما المسيح المحارب فهو الرسول محمد.. وأما شجرتي الزيتون فيرمزان إلى كل من إسماعيل (الله يسمع) وأبنائه الإثني عشر وإسرائيل (الله يرأس) وأبنائه الإثني عشر..
| البشارات ببعثة الرسول محمد | .. يُوقَدُ مِن شَجَرَةٍ مُّبَارَكَةٍ زَيْتُونَةٍ لَّا شَرْقِيَّةٍ وَلَا غَرْبِيَّةٍ يَكَادُ زَيْتُهَا يُضِيءُ وَلَوْ لَمْ تَمْسَسْهُ نَارٌ ۚ نُّورٌ عَلَىٰ نُورٍ .. | البشارات ببعثة الرسول محمد |
| — آية النور، القرآن الكريم |                                                                                                   |                            |

### ملاخي 1:3
تتحدث هذه البشارة عن الرسول الممهد «أي عيسى بن مريم» الذي يمهد الطريق أمام السيد «أي المختار المنتظر»، وتخبر أن هذا السيد سوف يأتي إلى «جبل الهيكل» فجأة. وكلمة «فجأة» لها أهمية خاصة فهي تشير إلى القدوم المفاجئ للرسول محمد إلى المسجد الأقصى «جبل الهيكل» ليلة الإسراء يصحبه ملاك العهد «جبريل». أما بقية أجزاء ملاخي 3 فهي تعود للحديث عن صفات الرسول الممهد «عيسى بن مريم» ولا تتحدث عن المختار.

### بشارات مخطوطات البحر الميت
تبشر مخطوطات البحر الميت ببعثة مسيحين اثنين أحدهما واعظ ويدعى «معلم الصلاح» والثاني محارب ويدعى «المختار». بحسب مارغريت كينغ، المسيح الواعظ هو نبي الإسلام عيسى بن مريم وأن المسيح المحارب هو الرسول محمد.
لم يخلط أي من الباحثين في مخطوطات البحر الميت بين شخصيتي معلم الصلاح والمختار. ولكل منهما دور مختلف. فمعلم الصلاح، بحسب مخطوطات البحر الميت، سيدعو قومه اليهود للتوبة إلى الله فيكذبونه ويسعون لقتله، فينقذه الله، ويهلكهم الله بعده بأربعين سنة فلا تقوم لهم من بعده دولة ولا كهانة ولا يبقى منهم في الأرض المباركة أحد.. أما المسيح المنتظر (و هو الذي سيأتي بعد تشريد اليهود بفترة طويلة نسبياً تقوم خلالها أجيال وحروب) ومعه المختارون فينتصرون على الأمم وينتشر الإيمان في الأرض.
وفقاً للباحث الإسلامي نصرالله عبد الرحمن أبو طالب، يتضح من مخطوطات البحر الميت أن معلم الصلاح «أي عيسى بن مريم» لم يقتل أو يصلب وهو ما يتوافق مع القرآن الكريم ويعتبر إعجازاً بحد ذاته للرسول محمد.

#### حرب أبناء النور وأبناء الظلام
وهي ترمز للحرب بين أبناء الإسلام وأبناء المسيحية بحسب مارغريت كينغ.

## بشارات الإنجيل

### مثل المزارعين
يعلن عيسى في هذا المثل على الملأ طرد اليهود من مملكة الله بسبب قتلهم للأنبياء والرسل، ويعلن أن مملكة الله ستنتقل من اليهود إلى أمة أخرى تنتج الثمار.. ويشير عيسى في هذا المثل إلى ما قاله النبي داود في الزبور 22:118 عن حجر الزاوية الذي رفضه البناؤون:
يرى عدد من الباحثين أن هذه البشارة هي عن الرسول محمد لكونه آخر من أرسل من الأنبياء والرسل.

### البشارة بأحمد
في الإنجيل المنسوب لمتى، وتحديدا في الجزء 23، الفقرة 39، نجد كلمة "Εὐλογημένος"، والتي تعني حرفيا "أحمد" وفقا لقاموس Strong's Concordance الذي يذكر أن المعنى الحرفي للكلمة هو "أحمد" (to speak well of, praise) أو (literally: I speak well of)، ولكنه يضع كلمة "مبارك" كترجمة أخرى مقبولة، وقد دأب المسيحيون على اختيار كلمة "مبارك" بدلا من كلمة "أحمد" أو "محمد"، بالرغم من أن كلمة "أحمد" أو "محمد" هي الترجمة الأدق، لأنهم أرادوا أن يحرفوا النص حتى يصبح مشابها لما جاء في المزامير 118:26.
ومع ذلك، نجد في Smith's Literal Translation، الترجمة التالية لمعاني الكلمات:
For I say to you, Ye should not see me from henceforth, till ye should say, Praised be he coming in the name of the Lord.
فهذه المترجمة، اختارت "Praised" بدلا من "Blessed".

### مثل مملكة الله كزرع أخرج شطأه
وقد أشار القرآن الكريم إلى هذا المثل في سورة الفتح.

## بشارات سفر الرؤيا

### الأمين الصادق
تتناول مارغريت كينغ في كتابها «كشف النقاب عن المسيح في مخطوطات البحر الميت» هذه النبوءات في سفر الرؤيا بكثير من التفصيل، وتربط بينها وبين النبوءات الواردة في مخطوطات البحر الميت عن الحرب بين أبناء النور وأبناء الظلام. بحسب الباحثة فإن «المسيح المحارب الأمين الصادق» هو الرسول محمد،  وتستدل على ذلك بأمور كثيرة، وتواصل الباحثة بالإشارة إلى ما ورد في سفر الرؤيا وفي مخطوطات البحر الميت بأن الأمين سيحارب ومعه «جيوش السماء» على خيول بيضاء، وهو ما حققه الرسول محمد الذي أيده الله بملائكته وبروح منه: ﴿بَلَى إِنْ تَصْبِرُوا وَتَتَّقُوا وَيَأْتُوكُمْ مِنْ فَوْرِهِمْ هَذَا يُمْدِدْكُمْ رَبُّكُمْ بِخَمْسَةِ آلَافٍ مِنَ الْمَلَائِكَةِ مُسَوِّمِينَ ۝١٢٥﴾ [آل عمران:125]

منها أنه قد ورد في سفر الرؤيا أن اسم المسيح المحارب هو الأمين الصادق، وهذا الاسم لم يعرف به عيسى أو موسى أو أي من الأنبياء والرسل، وإنما عرف به محمد. وقد ورد اسم «الأمين» باللفظ العربي "Amēn" في سفر الرؤيا 14:3 : 
 وهذه إشارة أخرى إلى أن لغة الأمين عربية، وقد ورد عنه أنه قال: «كنت أول الأنبياء في الخلق وآخرهم في البعث.» وتواصل الباحثة بالإشارة إلى ما ورد في سفر الرؤيا وفي مخطوطات البحر الميت بأن الأمين سيحارب ومعه «جيوش السماء» على خيول بيضاء، وهو ما حققه الرسول محمد الذي أيده الله بملائكته وبروح منه: ﴿بَلَى إِنْ تَصْبِرُوا وَتَتَّقُوا وَيَأْتُوكُمْ مِنْ فَوْرِهِمْ هَذَا يُمْدِدْكُمْ رَبُّكُمْ بِخَمْسَةِ آلَافٍ مِنَ الْمَلَائِكَةِ مُسَوِّمِينَ ۝١٢٥﴾ [آل عمران:125] وبأنه سيخرج من فمه سيف حاد ذو حدين، وهذا السيف يرمز لشهادة الإسلام ذات الحدين: «لا إله إلا الله» و«محمد رسول الله».. ثم تواصل الباحثة وتشير إلى ما ورد عن أن اسم الأمين هو «كلام الله»، وذلك لأن كلام الله وضع في فمه فتكلم الله مباشرة من خلاله، وهو مالم يحصل مع أي من الرسل غيره، وقد ورد في بشارة عيسى عن البارقليط الذي سيأتي أنه «روح الحق» الذي يتكلم بكلام الله.
والوحش الذي ورد ذكره في هذه البشارة في سفر الرؤيا 19 هو نفسه الوحش الذي رآه نبي الإسلام دانيال في دانيال 7 أي الإمبراطورية الرومانية، وهو وحش له 10 قرون، و7 رؤوس، وعاهرة عظيمة تركب رؤوسه السبعة، ويخبر سفر الرؤيا نفسه أن هذه الرؤوس السبعة ترمز لسبعة تلال تقوم عليها العاهرة العظيمة.. وهي مدينة روما القائمة على سبعة تلال..
وأما النبي الكذاب فهو يرمز لوحش آخر ورد ذكره بالتفصيل في سفر الرؤيا 13، وهذا الوحش «أي النبي الكذاب» له قرنان كقرنا الكبش «يرمزان لمركزي المسيحية في القسطنطينية وروما»، وصوت كصوت التنين، سيمجد الوحش ذي العشرة قرون، وسيأتي بأعمال عجيبة ليضل بها الناس ويجعلهم يعبدون تمثال الوحش الرابع، وسيجعل الجميع: كباراً وصغاراً، أغنياء وفقراء، أحراراً وعبيداً يتلقون علامة على جباههم أو على أياديهم اليمنى.
وقد عرف عن المسيحية أنها كرست لتقديس وتمجيد الإمبراطورية الرومانية والثقافة اللاتينية للغرب، واتخاذها من روما والقسطنطينية عاصمتين روحيتين لها.